# Atentado contra el Ministerio Público de Trujillo
El atentado contra el Ministerio Público de Trujillo o simplemente el Atentado de Trujillo de 2025 hace referencia a un ataque con explosivos a las afueras del Ministerio Público en Trujillo, La Libertad (Perú) que ocurrió a altas horas de la madrugada del 20 de enero de 2025 cuando dos sujetos fingiendo ser repartidores de la empresa «Glovo» lanzaron una caja con explosivos a las afueras de la sede principal del Ministerio Público de Trujillo. El ataque también afectó a la Universidad de Trujillo, a una heladería y dejó 2 heridos.
Este atentado supuso un acontecimiento importante en la crisis de seguridad que sufre el país desde 2023, ante la ausencia de una estrategia por parte del Estado. Por primera vez, una entidad pública sufría un atentado con dinamita tras la finalización de la época del terrorismo en el país.

## Antecedentes
A finales del 2023, el departamento de la Libertad junto al resto del país se sumergieron en una crisis de seguridad como consecuencia de la actividad de diversas organizaciones criminales dedicadas a la extorsión y el sicariato, entre ellas, de origen extranjero. Posteriormente, el 13 de febrero de 2024, el gobierno de Perú decretó oficialmente el estado de emergencia en Trujillo y Pataz debido al incremento del crimen organizado y las extorsiones.
Días antes del ataque, se informó de un nuevo incremento de las extorsiones y los ataques en La Libertad, un departamento que registró un pico histórico de 5067 denuncias de extorsión durante 2024. Entre los casos destacaban un segundo ataque contra las instalaciones de la minera La Poderosa, junto a un secuestro masivo de 17 trabajadores, uno contra una vivienda en el distrito de Paijan y otro con explosivos pero contra un gimnasio en la avenida Túpac Amaru en Trujillo.
Varios vecinos de las provincias de Trujillo y Pataz denunciaron un presunto «abandono por parte de las autoridades» pese al estado de emergencia decretado el año anterior y exigieron policías especializados para evitar más de estos crímenes.

## Cronología

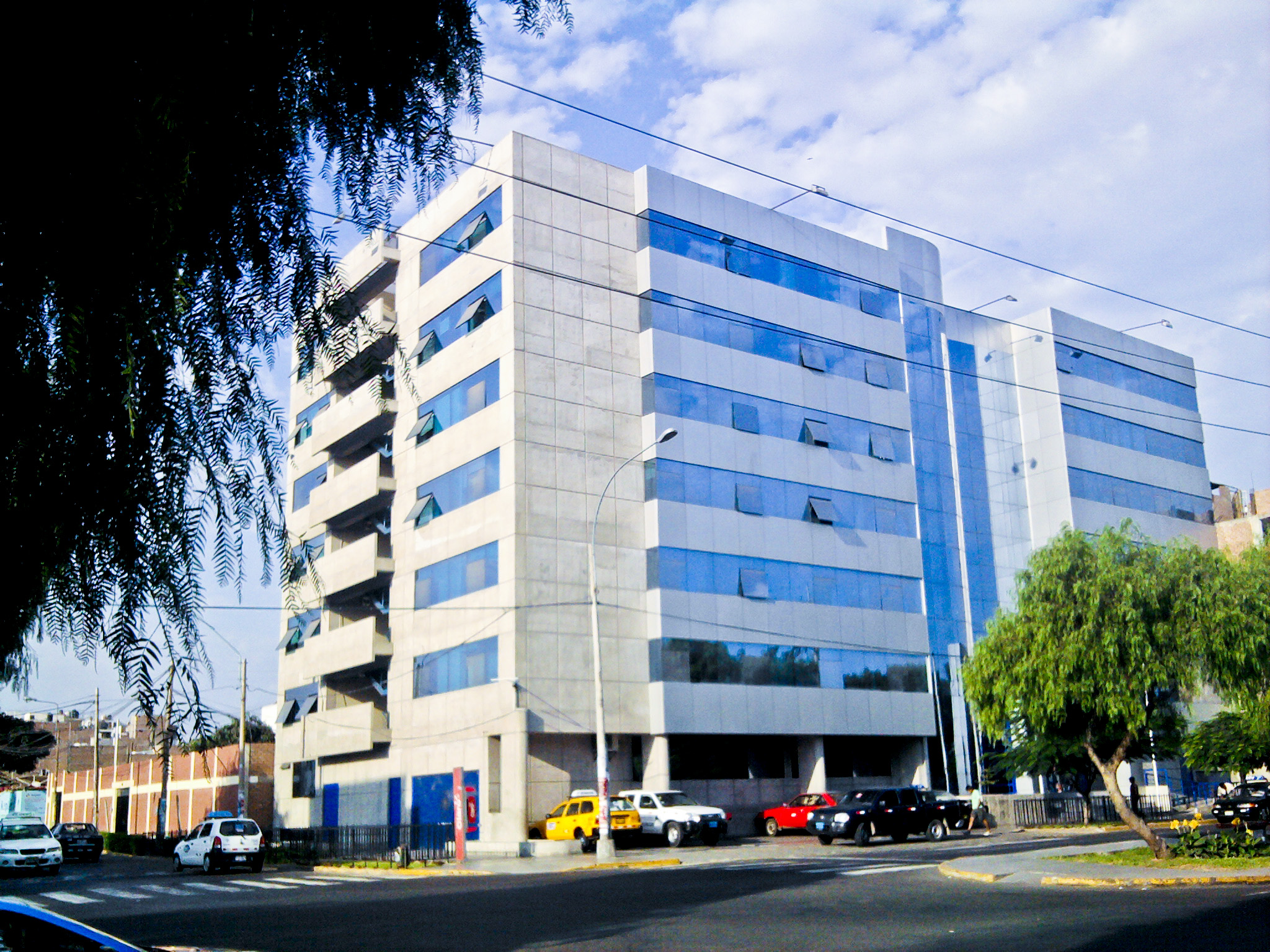
El Ministerio Publico de Trujillo fotografiado en 2012.

En la madrugada del 20 de enero de 2025, un grupo de delincuentes motorizados fingieron ser repartidores del aplicativo de delivery  Glovo para posteriormente dejar un arreglo de globos en una caja acompañada con explosivos en la cuadra siete de la calle Alcides Carrión, cerca a la principal sede del Ministerio Público en Trujillo. Uno de los sujetos involucrados descendió del vehículo para encender los explosivos y luego huyo junto a su cómplice hacia un destino desconocido.
El explosivo detono a aproximadamente a las 1:45 AM a las afueras del local antes mencionado, causando daños de igual manera en varios establecimientos y viviendas aledañas, incluyendo la Universidad de Trujillo. Un auto que se encontraba esperando el cambio de luz en el semáforo fue alcanzado por la onda expansiva de la explosión y dejó al conducto gravemente herido, a la vez que el auto fue destruido. Horas después se confirmó que un vigilante de la sede del Ministerio Público que aun se encontraba en las instalaciones también habría quedado herido, aumentado la cifra a 2 personas heridas.
Horas después se reportó un ataque en Huamachuco afectando a varias viviendas. Por la tarde, a la llegada del premier, Gustavo Adrianzén, a Trujillo, un nuevo artefacto explosivo estalló en una vivienda del distrito de Florencia de Mora, dañando vidrios y la reja de la fachada, actualmente se sigue investigando si existe alguna relación entre ambos atentados.
De igual manera, las Fuerzas Armadas del Perú junto a la Policía Nacional afirmaron que tomarían el control de la ciudad tras los múltiples atentados, haciendo énfasis especialmente al que ocurrió contra a las afueras de la Fiscalía de Trujillo.

## Reacciones
- La fiscal de la nación, Delia Espinoza, exigió que se restituya la detención preliminar para capturar a los responsables, quienes presuntamente habrían amenazado a una fiscal local. A la vez que afirmó que presuntamente los mineros ilegales de la zona estuvieron detrás del atentado.[23]
- El despacho de la presidenta Dina Boluarte, condenó vía Twitter (X), el atentado ocurrido en Trujillo y anuncio el despliegue de las Fuerzas Armadas y la Policía Nacional con el siguiente mensaje: «Condenamos estos ataques terroristas de bandas criminales y aseguramos a la población que no descansaremos ni flaquearemos ante estos viles atentados».[24]
- El premier, Gustavo Adrianzén, anunció de igual manera el traslado de efectivos policiales y de fuerzas especiales de las FF.AA. a la capital de la región La Libertad para combatir la creciente inseguridad.[25]
- El congresista de Renovación Popular, Diego Bazán, condenó el atentado y aseguro que le recordaba al atentado de Tarata durante la era del terrorismo en Perú.[26]
- El gobernador regional de La Libertad, César Acuña, exigió al gobierno nacional un mejor plan contra la delicuencia y aseguro que «el Gobierno no quiere invertir en seguridad».[27][28]
- El ministro del interior, Juan José Santiváñez, afirmó que se están llevando a cabo “golpes certeros” y dijo las siguientes palabras: «Ha sido una labor articulada entre la Unidad de Secuestros, la Dirincri, la Digimin, la Dirección de Inteligencia, el Grupo Greco Forex y el Grupo Terna. Es decir, todas las unidades orgánicas de la Policía Nacional trabajando en conjunto para dar un golpe frontal a la delincuencia y la criminalidad”, indicó Santiváñez en diálogo con la prensa, luego de desarticular la banda ‘Los Chukys de Nuevo Horizonte’, presuntamente vinculada a extorsiones contra empresas de transporte en Lima Este».[29]